# Ваніна Онето
Ваніна Онето (ісп. Vanina Oneto, 15 червня 1973) — аргентинська хокеїстка на траві.
Срібна призерка Олімпійських Ігор 2000 року, бронзова призерка 2004 року, учасниця 1996 року.
Переможниця Панамериканських ігор 1991, 1995, 1999 років.
Чемпіонка світу 2002 року, срібна призерка 1994 року.
Переможниця Трофею чемпіонів 2001 року, срібна призерка 2002 року, бронзова призерка 2004 року.
Переможниця Панамериканського кубка 2001 року.